# いきざま大図鑑
『いきざま大図鑑』（いきざまだいずかん）は、日本テレビで2022年（令和4年）から放送されているドキュメントバラエティ番組である。

## 出演者
MC
- 藤井貴彦（日本テレビアナウンサー）
- ハライチ

## スタッフ
- 企画・総合演出：橋本和明（第4回、第3回までは企画・演出）
- 構成：町山広美、そーたに（そー→第2回-）
- ナレーション：坂上忍（第2回-）、泉ピン子、近藤春菜（共に第4回）
- TM：山口裕司（第4回）
- SW：蔦佳樹
- CAM：大庭茂嗣（第1,2,4回）
- MIX：大島康彦（第2,4回）
- VE：向山江梨佳
- 照明：井口弘一郎（第1,3回-）
- 美術プロデューサー：高津光一郎
- デザイン：熊崎真知子、佐藤香穂里（佐藤→第3回-）
- 装置：下吉克明
- 電飾(第3回-)：佐山直也（第3回-）
- 装飾：佐々木洋平（第3回-）
- メイク(第2回-)：奥松かつら（第2回-）
- モニター(第2回-)：ジャパンテレビ（第2回-）
- 技術協力：PLTWORKS、スタジオWELT
- 美術協力：日テレアート
- CG：森三平、三宅大介
- 海外コーディネーター(第4回)：DUO Cretive Coordinations、SUBARU KOREA（共に第4回）
- 宣伝：久木野大（第4回）
- デスク：宮沢薫
- 編集：木村有宏
- MA：櫻井伸二
- 音効：中村由紀
- TK：竹島祐子
- リサーチ(第2回-)：今井紳介、木村友香（共に第2回-）
- チーフディレクター(第2回-)：木村将士（えすと、第2回-、第1回はスタジオチーフD）
- ディレクター：松井美保、ヨシダマリ、新井万季、財津猛、東海林大介（えすと）、林春乃 / 阿部渚、山口智教（山口→第1,4回、財津→第2回-、松井・新井→第3回-、ヨシダ・阿部→第4回）
- プロデューサー：矢野尚子、横澤俊之、大野光浩・阿河朋子（えすと）、杉田文彦（いまじん）、嶋嵜太郎 / 神田富士江（えすと）（矢野→第1,2,4回、第3回は統轄プロデューサー、阿河・杉田→第2回-、嶋嵜→第3回-、横澤→第4回）
- チーフプロデューサー：横田崇
- 制作協力：えすと
- 製作著作：日本テレビ

### 過去のスタッフ
- 企画・演出：田中裕樹（第1,2回）
- ナレーション：高城れに（第1回）、梅沢富美男、久本雅美、中村雅俊（共に第2回）、財前直見、優香（共に第3回）
- ロケ技術(第2,3回)：コールツプロダクション札幌（第2回）、DEEP、ZETA（共に第3回）
- TM：望月達史（第1-3回）
- CAM：島田佳奈（第3回）
- MIX：山田値久（第1回）、三石敏生（第3回）
- 照明：村上洋平（第2回）
- 音効：赤津裕明（第1,2回）
- 装飾：高木重因（第1,2回）
- 税務監修(第3回)：橘慶太（第3回）
- 編成：鈴木淳一（第1,2回）
- 宣伝：関根恵（第1回）、吉田尚代（第2,3回）
- チーフディレクター(第2回-)：奥村竜（えすと、第1回はディレクター）
- ディレクター：下条寛子、林良樹、佐藤恭也（共に第2回、佐藤→第1回はVTRD）、伊藤優海（第2,3回）、中原芳、筧友秀 / 大類穂南（共に第3回）
- プロデューサー：山本美沙子、茂木雅之、茶碗谷孝 / 中村恭子、小泉貴哉（山本・茶碗谷→第1,2回、茂木・中村・小泉→第2回）
- チーフプロデューサー：納富隆治（第1,2回）
- 制作協力：WEALTH（第1,2回）、ペンクリエイティブ（第2回）